# Contea di Cape May
La contea di Cape May, in inglese Cape May County, è una contea del New Jersey meridionale negli Stati Uniti. Il capoluogo è Cape May Court House.

## Geografia fisica
La contea è costituita in buona parte da una penisola che si protende a sud dividendo la baia di Delaware dall'Oceano Atlantico. La penisola di Cape May raggiunge la latitudine più meridionale dello Stato del New Jersey. Confina a nord con la contea di Atlantic, ad est ed a sud si affaccia sull'Oceano Atlantico, a ovest si affaccia sulla baia di Delaware e a nord-ovest confina con la contea di Cumberland. Il territorio è pianeggiante e nei punti più alti non supera i 20 metri di altitudine. Il confine settentrionale è segnato dal fiume Tuckahoe che sfocia nella Great Bay con un lungo estuario. La costa atlantica è caratterizzata da una lunga serie di isole costiere che costeggiano la costa fino a Cape May, il punto più meridionale del New Jersey. Sull'isola più settentrionale è posta la città balneare di Ocean City.

### Contee confinanti
- Contea di Atlantic - nord
- Contea di Cumberland - nord-ovest
- Contea di Sussex (Delaware) - sud-ovest
- Contea di Kent (Delaware) - ovest

## Storia
La contea fu fondata nel 1692. Fu chiamata così in onore di Cornelius Jacobsen Mey, esploratore olandese.

## Comuni
- Avalon - borough
- Cape May Point - borough
- Cape May - city
- Dennis - township
- Lower - township
- Middle - township
- North Wildwood - city
- Ocean City - city
- Sea Isle City - city
- Stone Harbor - borough
- Upper - township
- West Cape May - borough
- West Wildwood - borough
- Wildwood Crest - borough
- Wildwood - city
- Woodbine - borough